# Jane Holderness-Roddam
Jane Holderness-Roddam (nacida como Jane Bullen, 1 de julio de 1948) es una jinete británica que compitió en la modalidad de concurso completo.
Participó en los Juegos Olímpicos de México 1968, obteniendo una medalla de oro en la prueba por equipos. Ganó una medalla de oro en el Campeonato Europeo de Concurso Completo de 1977.

## Palmarés internacional
| Juegos Olímpicos   | Juegos Olímpicos          | Juegos Olímpicos | Juegos Olímpicos |
| Año                | Lugar                     | Medalla          | Categoría        |
| ------------------ | ------------------------- | ---------------- | ---------------- |
| 1968               | Ciudad de México (México) | Medalla de oro   | Por equipos      |
| Campeonato Europeo |                           |                  |                  |
| Año                | Lugar                     | Medalla          | Categoría        |
| 1977               | Burghley (Reino Unido)    | Medalla de oro   | Por equipos      |